# Imrân Louza
Imrân Louza (ur. 1 maja 1999 w Nantes) – marokański piłkarz występujący na pozycji pomocnika w angielskim klubie Watford oraz w reprezentacji Maroka. Wychowanek Etoile du Cens, w trakcie swojej kariery grał także w FC Nantes. Młodzieżowy reprezentant Francji.